# Janet Weiss
Janet Lee Weiss (Hollywood, Kalifornia, 1965. szeptember 24. –) amerikai dobos, leginkább a Sleater-Kinney és Quasi együttesek tagjaként ismert. A Mirror Traffic lemez megjelenéséig a Stephen Malkmus and the Jicksben játszott, valamint a The Shins negyedik, 2012-ben megjelent Port of Morrow stúdióalbumán is közreműködött, illetve a Wild Flag körében is megfordult. A zenész megítélése pozitív: a Stylus Magazine minden idők legjobb 50, az LA Weekly pedig –20 dobosa egyikének választotta.

## Élete
Janet Lee Weiss hollywoodi zsidó család gyermekeként született. A zenével két nővére ismertette meg; 16 évesen az ő hatásukra kezdett gitározni. 17 éves korában költözött el otthonról; később a San Franciscó-i Állami Egyetemen fényképészdiplomát szerzett.

## Pályafutása

### Együttesek

#### The Furies
Janet Weiss főiskolai évei alatt szorosabb kapcsolatba került a helyi zenei közösséggel, például a Camper Van Beethoven és The Donner Party csapatok punk és csináld magad előadásaival. 22 éves korában a The Furies lánytrió nyugati parti turnéjára hívták, hogy helyettesítse a kieső dobost. Gitárosuk egy helyi zálogházban talált számára dobfelszerelést, és egy zeneóra és két hét gyakorlás után ő lett a The Furies második dobosa. Weiss számos koncerten figyelte a dobosok játékát, illetve John Bonhamtől és Topper Headontól is tanulhatott. 1989-ben Portlandbe költözött, és a The Donner Party korábbi frontemberével, Sam Coomesszal (Weiss exférje) a Motorgoat nevű csoportban kezdtek játszani. Ez utóbbi együttesből lett 1993-ban a Quasi.

#### Sleater-Kinney

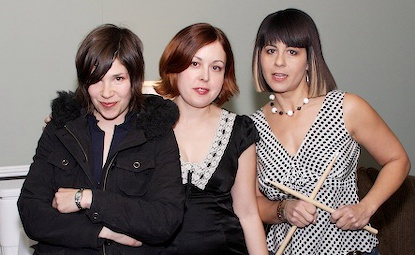
Carrie Brownstein (balra), Corin Tuckes (középen) és Janet Weiss az austini South by Southwest fesztiválon 2006-ban

Weiss 1996-ban csatlakozott az együtteshez, miután látta Corin Tuckert és Carrie Brownsteint fellépni. Az előadás után megmutatták neki aktuálisan készülő Dig Me Out című dalukat. Zenésztársai szerint „olyan ütemben játszott, hogy könnyen lehet rá a fejet rázni”. Janet a csapat időrendben negyedik dobosa lett. Brownstein a következőképp jellemezte: „zeneileg az egyik legintelligensebb személy, akit ismerek” és „valószínűleg a zenei tudással leginkább megáldott bandatagunk, a legnagyobb zenei lexikon, és valaki, akiből ihletet meríthetsz”.

#### Quasi
Sam Coomesszal 1993-ban alapították meg a Quasit, amely 2007-ben Joanna Bolme-mal egészült ki; a trió 2013-ig volt aktív.

#### Stephen Malkmus and the Jicks
Janet Weiss Joanna Bolme-mal a Sleater-Kinney 2006-os feloszlása után a Stephen Malkmus and the Jicks bandához csatlakozott. Weiss két albumon működött közre: ezek a Real Emotional Trash és a Mirror Traffic; a csapatot az ez utóbbit népszerűsítő turné idején hagyta ott.

#### Wild Flag
2010 szeptemberétől Weiss a Wild Flagben dobolt. Zenésztársai Carrie Brownstein (Sleater-Kinney), Mary Timony (Helium) és Rebecca Cole (The Minders). A csapat 2013 decemberében oszlott fel.

#### Egyéb munkássága
A zenész együtt dolgozott Elliott Smith-szel és Sara Dougherrel, valamint a Bright Eyes, Junior High, The Go Betweens és The Shadow Mortons együttesekkel, valamint közreműködött egy Goldcard-dalban; emellett Drew Grow-val (Modern Kin) a Slang duó neve alatt szoktak fellépni.
A 2007. június 4-i Late Show with David Letterman epizódban a Bright Eyes-szal játszott; később pedig elkísérte őket a nyári, európai koncertsorozatukra.
Weiss ezek mellett Carrie Brownstein Portlandia sorozatának jogi menedzsere is.

### Közreműködései
| Év   | Előadó                        | Album                       | Kiadó                |
| ---- | ----------------------------- | --------------------------- | -------------------- |
| 1996 | Quasi                         | Early Recordings            | Key Op               |
| 1997 | Sleater-Kinney                | Dig Me Out                  | Kill Rock Stars      |
| 1997 | Quasi                         | R&B Transmogrification      | Up Records           |
| 1998 | Quasi                         | Featuring Birds             | Up Records           |
| 1999 | Sleater-Kinney                | The Hot Rock                | Kill Rock Stars      |
| 1999 | Quasi                         | Field Studies               | Up Records           |
| 2000 | Sleater-Kinney                | All Hands on the Bad One    | Kill Rock Stars      |
| 2000 | The Go-Betweens               | The Friends of Rachel Worth |                      |
| 2001 | Quasi                         | The Sword of God            | Touch and Go Records |
| 2002 | Sleater-Kinney                | One Beat                    | Kill Rock Stars      |
| 2003 | Quasi                         | Hot Shit!                   | Touch and Go Records |
| 2005 | Sleater-Kinney                | The Woods                   | Sub Pop              |
| 2006 | Quasi                         | When the Going Gets Dark    | Touch and Go Records |
| 2007 | Bright Eyes                   | Four Winds                  | Saddle Creek Records |
| 2007 | Bright Eyes                   | Cassadaga                   | Saddle Creek Records |
| 2008 | Stephen Malkmus and the Jicks | Real Emotional Trash        | Matador Records      |
| 2008 | Conor Oberst                  | Conor Oberst                | Merge Records        |
| 2010 | Quasi                         | American Gong               | Kill Rock Stars      |
| 2011 | Stephen Malkmus and the Jicks | Mirror Traffic              | Matador Records      |
| 2011 | Wild Flag                     | Wild Flag                   | Merge Records        |
| 2012 | The Shins                     | Port of Morrow              |                      |
| 2013 | Weiss / Cameron / Hill        | Drumgasm                    | Jacpot Records       |
| 2015 | Sleater-Kinney                | No Cities to Love           | Sub Pop              |

## Hangszerei
Weiss elsődlegesen egy 1973-as, juharból készült felszerelésen játszik, ennek összetevői:
- 6,5×14” Craviotto csörgődob
- 9×13 állvány
- 16×16 lábdob
- 14×22 basszusdob

A 2008-as Coachella Valley Music and Arts Festivalon használt szettjének előlapja a Blue Oyster ’Bowling Ball’; ennek részei:
- cintányérok: Zildjian
  - 14” Quick Beat
  - 20” beütő
  - 22” kísérő

Állványszett: Drum Workshop
Dobmodulok: nyakon és tamrészen burkolt Remo Ambassadorok, Powerstroke 3 basszusdob
Dobverők: Silverfox MR

## Fordítás
Ez a szócikk részben vagy egészben  a   Janet Weiss című angol Wikipédia-szócikk ezen változatának fordításán alapul.  Az eredeti cikk szerkesztőit annak laptörténete sorolja fel. Ez a jelzés csupán a megfogalmazás eredetét és a szerzői jogokat jelzi, nem szolgál a cikkben szereplő információk forrásmegjelöléseként.